# Temporada 2023 de TCR South America
La temporada 2023 de TCR South America fue la tercera edición de dicho campeonato. El cronograma estuvo pactado en diez eventos entre el 26 de marzo y el 3 de diciembre.
Ignacio Montenegro se quedó con el Campeonato de Pilotos, mientras que la Squadra Martino ganó el Campeonato de Equipos.
La temporada, 59 pilotos se clasificaron para alguna de las carreras del año. Esta cifra se debe principalmente a Termas de Río Hondo (Argentina) e Interlagos (Brasil), las rondas de resistencia que presentaron diferentes alineaciones de pilotos entre las más de veinte máquinas que participaron en estas competencias.
Entre los diez mejores del campeonato, hay representantes de los tres países. El campeón Montenegro, Llaver, Juan Ángel Rosos (4.º), Fabián Yannantuoni (8.º) y Manuel Sapag (10.º) son de Argentina. Reis (3.º), Osman (5.º), Suzuki (6.º) y Pedro Cardoso (9.º) colocaron la bandera brasileña entre los diez primeros. El único uruguayo fue Casella, quien terminó en séptimo lugar.
Se celebraron dos etapas del TCR World Tour en la región, lo que añadió un elemento de competencia global al campeonato.

## Equipos y pilotos
| Equipo                    | Auto                            | N.º | Piloto              | C    | Carreras     |
| ------------------------- | ------------------------------- | --- | ------------------- | ---- | ------------ |
| PMO Motorsport            | Lynk & Co 03 TCR                | 1   | Fabricio Pezzini    |      | 1-2          |
| PMO Motorsport            | Lynk & Co 03 TCR                | 3   | Marcos Regadas      | T    | 9            |
| PMO Motorsport            | Lynk & Co 03 TCR                | 8   | Rafael Suzuki       |      | 1-6, 8-10    |
| PMO Motorsport            | Lynk & Co 03 TCR                | 12  | Claudio Rama        | T    | 4            |
| PMO Motorsport            | Lynk & Co 03 TCR                | 20  | Pablo Otero         | T    | 3            |
| PMO Motorsport            | Lynk & Co 03 TCR                | 21  | Marcio Basso        | T    | 4            |
| PMO Motorsport            | Lynk & Co 03 TCR                | 22  | Matías Milla        |      | 7            |
| PMO Motorsport            | Lynk & Co 03 TCR                | 24  | Frederick Balbi     |      | 1-7          |
| PMO Motorsport            | Lynk & Co 03 TCR                | 27  | Walter Hernández    |      | 1            |
| PMO Motorsport            | Lynk & Co 03 TCR                | 87  | Franco Farina       |      | 3            |
| Paladini Racing           | Audi RS3 LMS TCR (2017)         | 1   | Fabricio Pezzini    |      | 5-6          |
| Paladini Racing           | Audi RS3 LMS TCR (2017)         | 55  | Diego Gutiérrez     | T    | 10           |
| Paladini Racing           | Toyota Corolla GRS TCR          | 2   | Juan Ángel Rosso    |      | Todas        |
| Paladini Racing           | Toyota Corolla GRS TCR          | 5   | Fabián Yannantuoni  |      | Todas        |
| PMO Racing                | Peugeot 308 TCR                 | 7   | Juan Pablo Bessone  |      | 1-5          |
| PMO Racing                | Peugeot 308 TCR                 | 20  | Pablo Otero         | T    | 1-2          |
| PMO Racing                | Peugeot 308 TCR                 | 21  | Marcio Basso        | T    | 10           |
| PMO Racing                | Peugeot 308 TCR                 | 35  | Gonzalo Reilly      |      | 6            |
| PMO Racing                | Peugeot 308 TCR                 | 36  | Damián Fineschi     |      | 5-6          |
| PMO Racing                | Peugeot 308 TCR                 | 37  | Guilherme Reischl   |      | 1, 3-5, 8-10 |
| PMO Racing                | Peugeot 308 TCR                 | 55  | Diego Gutiérrez     | T    | 1-5          |
| PMO Racing                | Peugeot 308 TCR                 | 72  | Lucas Salles        |      | 4            |
| PMO Racing                | Peugeot 308 TCR                 | 88  | Facundo Marques     |      | 3            |
| Cobra Racing Team         | Toyota Corolla GRS TCR          | 10  | Adalberto Baptista  | T    | Todas        |
| Cobra Racing Team         | Toyota Corolla GRS TCR          | 70  | Diego Nunes         |      | 3-10         |
| Cobra Racing Team         | Audi RS3 LMS TCR (2017)         | 70  | Diego Nunes         | 1-2  |              |
| Squadra Martino           | Honda Civic Type-R TCR (FK7)    | 15  | Enrique Maglione    | T    | Todas        |
| Squadra Martino           | Honda Civic Type-R TCR (FK7)    | 23  | Ignacio Montenegro  |      | Todas        |
| Squadra Martino           | Honda Civic Type-R TCR (FK7)    | 34  | Fabio Casagrande    |      | Todas        |
| Squadra Martino           | Honda Civic Type-R TCR (FK7)    | 60  | Juan Manuel Casella |      | 1-7          |
| Squadra Martino           | Honda Civic Type-R TCR (FL5)    | 60  | Juan Manuel Casella | 8-10 |              |
| Toyota Team Argentina     | Toyota Corolla GRS TCR          | 17  | Bernardo Llaver     |      | Todas        |
| Toyota Team Argentina     | Toyota Corolla GRS TCR          | 33  | José Manuel Sapag   |      | Todas        |
| W2 Pro GP                 | Cupra León Competición TCR      | 28  | Galid Osman         |      | Todas        |
| W2 Pro GP                 | Cupra León Competición TCR      | 77  | Raphael Reis        |      | Todas        |
| Scuderia Chiarelli        | Hyundai Elantra N TCR           | 43  | Pedro Cardoso       |      | Todas        |
| Alfa Racing               | Alfa Romeo Giulietta Veloce TCR | 13  | Carlos Silva        |      | 6            |
| Alfa Racing               | Alfa Romeo Giulietta Veloce TCR | 69  | Gonzalo Alterio     |      | 1-3          |
| Alfa Racing               | Alfa Romeo Giulietta Veloce TCR | 90  | Michell Bonnin      |      | 5-6          |
| Bratton Tito Bessone Team | Toyota Corolla GRS TCR          | 86  | Esteban Guerrieri   |      | 6-7          |
| Fuente:                   |                                 |     |                     |      |              |

| Icono | C           |
| ----- | ----------- |
| T     | Copa Trophy |

### Binomios Carrera Endurance Termas de Río Hondo
| N.º | Piloto titular      | Piloto invitado       | Auto                            | Equipo                | C |
| --- | ------------------- | --------------------- | ------------------------------- | --------------------- | - |
| 2   | Juan Ángel Rosso    | Luciano Farroni       | Toyota Corolla GRS TCR          | Paladini Racing       |   |
| 5   | Fabián Yannantuoni  | Fabricio Pezzini      | Toyota Corolla GRS TCR          | Paladini Racing       |   |
| 7   | Juan Pablo Bessone  | Ever Franetovich      | Peugeot 308 TCR                 | PMO Racing            |   |
| 8   | Rafael Suzuki       | Matías Signorelli     | Lynk & Co 03 TCR                | PMO Motorsport        |   |
| 10  | Adalberto Baptista  | Rodrigo Baptista      | Toyota Corolla GRS TCR          | Cobra Racing Team     | T |
| 15  | Enrique Maglione    | Rodrigo Aramendía     | Honda Civic Type-R TCR (FK7)    | Squadra Martino       | T |
| 17  | Bernardo Llaver     | Gastón Iansa          | Toyota Corolla GRS TCR          | Toyota Team Argentina |   |
| 20  | Pablo Otero         | Leandro Rama          | Lynk & Co 03 TCR                | PMO Motorsport        | T |
| 23  | Ignacio Montenegro  | Lucas Colombo Russell | Honda Civic Type-R TCR (FK7)    | Squadra Martino       |   |
| 24  | Frederick Balbi     | Matías Russo          | Lynk & Co 03 TCR                | PMO Motorsport        |   |
| 28  | Galid Osman         | Felipe Lapenna        | Cupra León Competición TCR      | W2 Pro GP             |   |
| 33  | José Manuel Sapag   | Marcelo Ciarrocchi    | Toyota Corolla GRS TCR          | Toyota Team Argentina |   |
| 34  | Fabio Casagrande    | Franco Coscia         | Honda Civic Type-R TCR (FK7)    | Squadra Martino       | T |
| 37  | Guilherme Reischl   | Ernesto Bessone II    | Peugeot 308 TCR                 | PMO Racing            | T |
| 43  | Pedro Cardoso       | Mathias de Valle      | Hyundai Elantra N TCR           | Scuderia Chiarelli    |   |
| 55  | Diego Gutiérrez     | Gustavo Fernigrini    | Peugeot 308 TCR                 | PMO Racing            | T |
| 60  | Juan Manuel Casella | Matías Milla          | Honda Civic Type-R TCR (FK7)    | Squadra Martino       |   |
| 69  | Gonzalo Alterio     | Carlos Merlo          | Alfa Romeo Giulietta Veloce TCR | Alfa Racing           |   |
| 70  | Diego Nunes         | Pedro Nunes           | Toyota Corolla GRS TCR          | Cobra Racing Team     |   |
| 77  | Raphael Reis        | Jorge Barrio          | Cupra León Competición TCR      | W2 Pro GP             |   |
| 87  | Franco Farina       | Michell Bonnin        | Lynk & Co 03 TCR                | PMO Motorsport        |   |
| 88  | Facundo Marques     | Damián Fineschi       | Peugeot 308 TCR                 | PMO Racing            |   |

### Binomios Carrera Endurance Interlagos
| N.º     | Piloto titular      | Piloto invitado        | Auto                         | Equipo                | C |
| ------- | ------------------- | ---------------------- | ---------------------------- | --------------------- | - |
| 2       | Juan Ángel Rosso    | Luciano Farroni        | Toyota Corolla GRS TCR       | Paladini Racing       |   |
| 5       | Fabián Yannantuoni  | Beto Monteiro          | Toyota Corolla GRS TCR       | Paladini Racing       |   |
| 7       | Juan Pablo Bessone  | Facundo Marques        | Peugeot 308 TCR              | PMO Racing            |   |
| 8       | Rafael Suzuki       | Matías Signorelli      | Lynk & Co 03 TCR             | PMO Motorsport        |   |
| 10      | Adalberto Baptista  | Bruno Baptista         | Toyota Corolla GRS TCR       | Cobra Racing Team     | T |
| 12      | Claudio Rama        | Leandro Rama           | Lynk & Co 03 TCR             | PMO Motorsport        | T |
| 15      | Enrique Maglione    | Rodrigo Aramendía      | Honda Civic Type-R TCR (FK7) | Squadra Martino       | T |
| 17      | Bernardo Llaver     | Gastón Iansa           | Toyota Corolla GRS TCR       | Toyota Team Argentina |   |
| 21      | Marcio Basso        | Gonzalo Alterio        | Lynk & Co 03 TCR             | PMO Motorsport        | T |
| 23      | Ignacio Montenegro  | Lucas Colombo Russell  | Honda Civic Type-R TCR (FK7) | Squadra Martino       |   |
| 24      | Frederick Balbi     | Nelson Marcondes Filho | Lynk & Co 03 TCR             | PMO Motorsport        |   |
| 28      | Galid Osman         | Felipe Lapenna         | Cupra León Competición TCR   | W2 Pro GP             |   |
| 33      | José Manuel Sapag   | Marcelo Ciarrocchi     | Toyota Corolla GRS TCR       | Toyota Team Argentina |   |
| 34      | Fabio Casagrande    | Franco Coscia          | Honda Civic Type-R TCR (FK7) | Squadra Martino       | T |
| 37      | Guilherme Reischl   | Guilherme Salas        | Peugeot 308 TCR              | PMO Racing            | T |
| 43      | Pedro Cardoso       | Mathias de Valle       | Hyundai Elantra N TCR        | Scuderia Chiarelli    |   |
| 55      | Diego Gutiérrez     | Gustavo Fernigrini     | Peugeot 308 TCR              | PMO Racing            | T |
| 60      | Juan Manuel Casella | Gaetano di Mauro       | Honda Civic Type-R TCR (FK7) | Squadra Martino       |   |
| 70      | Diego Nunes         | Thiago Vivacqua        | Audi RS3 LMS TCR             | Cobra Racing Team     |   |
| 72      | Lucas Salles        | Marcos Regadas         | Peugeot 308 TCR              | PMO Racing            | T |
| 77      | Raphael Reis        | Jorge Barrio           | Cupra León Competición TCR   | W2 Pro GP             |   |
| Fuente: |                     |                        |                              |                       |   |

## Calendario
| Ronda    | Circuito                                              | Fecha               |
| -------- | ----------------------------------------------------- | ------------------- |
| 1        | Autódromo Oscar Cabalén, Alta Gracia                  | 25-26 de marzo      |
| 2        | Autódromo Municipal Juan Manuel Fangio, Rosario       | 15-16 de abril      |
| 3        | Autódromo de Termas de Río Hondo, Termas de Río Hondo | 29-30 de abril      |
| 4        | Autódromo José Carlos Pace, São Paulo                 | 10-11 de junio      |
| 5        | Autódromo Eduardo Prudêncio Cabrera, Rivera           | 22-23 de julio      |
| 6        | Autódromo Víctor Borrat Fabini, El Pinar              | 19-20 de agosto     |
| 7        | Autódromo José Carlos Bassi, Provincia de San Luis    | 26-27 de agosto     |
| 8        | Velopark, Nova Santa Rita                             | 23-24 de septiembre |
| 9        | Autódromo Velo Città, Mogi Guaçu                      | 21-22 de octubre    |
| 10       | Autódromo Internacional de Cascavel, Cascavel         | 2-3 de diciembre    |
| Fuentes: |                                                       |                     |

## Resultados
| Ronda   | Ronda | Ronda               | Pole Position                            | Vuelta rápida       | Piloto ganador             | Equipo ganador            | Ganador Copa Trophy | Resultados |
| ------- | ----- | ------------------- | ---------------------------------------- | ------------------- | -------------------------- | ------------------------- | ------------------- | ---------- |
| 1       | 1     | Alta Gracia         | Raphael Reis                             | Raphael Reis        | Ignacio Montenegro         | Squadra Martino           | Enrique Maglione    | Resultados |
| 1       | 2     | Alta Gracia         |                                          | Juan Ángel Rosso    | Walter Hernández           | PMO Motorsport            | Pablo Otero         | Resultados |
| 2       | 3     | Rosario             | Juan Ángel Rosso                         | Galid Osman         | Ignacio Montenegro         | Squadra Martino           | Fabio Casagrande    | Resultados |
| 2       | 4     | Rosario             |                                          | Raphael Reis        | Ignacio Montenegro         | Squadra Martino           | Fabio Casagrande    | Resultados |
| 3       | 5     | Termas de Río Hondo | Raphael Reis Jorge Barrio                | Jorge Barrio        | Raphael Reis Jorge Barrio  | W2 Pro GP                 | Enrique Maglione    | Resultados |
| 4       | 6     | Interlagos          | Ignacio Montenegro Lucas Colombo Russell | Guilherme Salas     | Galid Osman Felipe Lapenna | W2 Pro GP                 | Adalberto Baptista  | Resultados |
| 5       | 7     | Rivera              | Ignacio Montenegro                       | Juan Manuel Casella | Ignacio Montenegro         | Squadra Martino           | Fabio Casagrande    | Resultados |
| 5       | 8     | Rivera              |                                          | Rafael Suzuki       | Rafael Suzuki              | PMO Motorsport            | Enrique Maglione    | Resultados |
| 6       | 9     | El Pinar            | Juan Manuel Casella                      | Ignacio Montenegro  | Ignacio Montenegro         | Squadra Martino           | Adalberto Baptista  | Resultados |
| 6       | 10    | El Pinar            |                                          | Esteban Guerrieri   | Esteban Guerrieri          | Bratton Tito Bessone Team | Fabio Casagrande    | Resultados |
| 7       | 11    | La Pedrera          | Pedro Cardoso                            | Fabián Yannantuoni  | Fabián Yannantuoni         | Paladini Racing           | Adalberto Baptista  | Resultados |
| 7       | 12    | La Pedrera          |                                          | Ignacio Montenegro  | Bernardo Llaver            | Toyota Team Argentina     | Adalberto Baptista  | Resultados |
| 8       | 13    | Velopark            | Ignacio Montenegro                       | Raphael Reis        | Bernardo Llaver            | Toyota Team Argentina     | Enrique Maglione    | Resultados |
| 8       | 14    | Velopark            |                                          | Diego Nunes         | Fabián Yannantuoni         | Paladini Racing           | Adalberto Baptista  | Resultados |
| 9       | 15    | Velo Città          | Raphael Reis                             | Juan Ángel Rosso    | Raphael Reis               | W2 Pro GP                 | Guilherme Reischl   | Resultados |
| 9       | 16    | Velo Città          |                                          | Raphael Reis        | Galid Osman                | W2 Pro GP                 | Marcos Regadas      | Resultados |
| 10      | 17    | Cascavel            | Juan Manuel Casella                      | Rafael Suzuki       | Rafael Suzuki              | PMO Motorsport            | Fabio Casagrande    | Resultados |
| 10      | 18    | Cascavel            |                                          | Diego Nunes         | Diego Nunes                | Cobra Racing Team         | Marcio Basso        | Resultados |
| Fuente: |       |                     |                                          |                     |                            |                           |                     |            |

## Puntuaciones
Ronda 1-2 y 5 a 10
| Pos.          | 1.º           | 2.º           | 3.º           | 4.º           | 5.º           | 6.º           | 7.º           | 8.º           | 9.º           | 10.º          | 11.º          | 12.º          | 13.º          | 14.º          | 15.º          |
| Clasificación | Clasificación | Clasificación | Clasificación | Clasificación | Clasificación | Clasificación | Clasificación | Clasificación | Clasificación | Clasificación | Clasificación | Clasificación | Clasificación | Clasificación | Clasificación |
| ------------- | ------------- | ------------- | ------------- | ------------- | ------------- | ------------- | ------------- | ------------- | ------------- | ------------- | ------------- | ------------- | ------------- | ------------- | ------------- |
| Pts.          | 10            | 7             | 5             | 4             | 3             | 2             | 1             |               |               |               |               |               |               |               |               |
| Main Race     |               |               |               |               |               |               |               |               |               |               |               |               |               |               |               |
| Pts.          | 40            | 35            | 30            | 27            | 24            | 21            | 18            | 15            | 13            | 11            | 9             | 7             | 5             | 3             | 1             |
| Long Race     |               |               |               |               |               |               |               |               |               |               |               |               |               |               |               |
| Pts.          | 35            | 30            | 27            | 24            | 21            | 18            | 15            | 13            | 11            | 9             | 7             | 5             | 3             | 2             | 1             |

Ronda 3 y 4
| Pos.          | 1.º           | 2.º           | 3.º           | 4.º           | 5.º           | 6.º           | 7.º           | 8.º           | 9.º           | 10.º          | 11.º          | 12.º          | 13.º          | 14.º          | 15.º          |
| Clasificación | Clasificación | Clasificación | Clasificación | Clasificación | Clasificación | Clasificación | Clasificación | Clasificación | Clasificación | Clasificación | Clasificación | Clasificación | Clasificación | Clasificación | Clasificación |
| ------------- | ------------- | ------------- | ------------- | ------------- | ------------- | ------------- | ------------- | ------------- | ------------- | ------------- | ------------- | ------------- | ------------- | ------------- | ------------- |
| Pts.          | 10            | 7             | 5             | 4             | 3             | 2             | 1             |               |               |               |               |               |               |               |               |
| Carrera       |               |               |               |               |               |               |               |               |               |               |               |               |               |               |               |
| Pts.          | 40            | 35            | 30            | 27            | 24            | 21            | 18            | 15            | 13            | 11            | 9             | 7             | 5             | 3             | 1             |

## Clasificaciones

### Campeonato de Pilotos
| Pos. | Piloto                 | COR | COR | ROS | ROS | TRH  | INT  | RIV  | RIV | EPI  | EPI | LAP | LAP | VLP  | VLP | VEL  | VEL | CAS  | CAS | Pts. |
| ---- | ---------------------- | --- | --- | --- | --- | ---- | ---- | ---- | --- | ---- | --- | --- | --- | ---- | --- | ---- | --- | ---- | --- | ---- |
| 1    | Ignacio Montenegro     | 1   | 2   | 1   | 1   | 76   | 18†1 | 1    | 6   | 12   | Ret | 47  | 7   | 21   | 8   | 4    | Ret | 76   | 8   | 468  |
| 2    | Bernardo Llaver        | 4   | 5   | 3   | 45  | 3    | Ret  | 4    | 2   | 5    | 7   | 3   | 1   | 13   | 5   | 7    | 4   | 3    | 4   | 452  |
| 3    | Raphael Reis           | 2   | Ret | 6   | 7   | 1    | 26   | 56   | 6   | Ret7 | 6   | Ret | 2   | 9    | 4   | 1    | 12† | 6    | 6   | 392  |
| 4    | Juan Ángel Rosso       | Ret | 13† | 7   | 5   | 20†  | 47   | Ret  | 10  | 4    | 2   | 25  | Ret | 45   | 2   | 26   | 3   | 47   | 2   | 370  |
| 5    | Galid Osman            | 3   | 6   | 5   | Ret | 6    | 12   | Ret5 | Ret | 75   | 8   | 8   | 3   | 8    | 9   | 15†3 | 1   | 24   | 5   | 356  |
| 6    | Rafael Suzuki          | 5   | 3   | 8   | DSQ | 54   | 13   | DSQ  | 1   | 6    | 3   |     |     | 32   | 7   | 92   | 7   | 12   | 7   | 331  |
| 7    | Juan Manuel Casella    | 8   | 9   | 2   | 2   | 4    | 3    | 107  | 4   | 21   | 4   | 11  | 6   | 54   | 10  | 10   | 10  | Ret1 | DNS | 329  |
| 8    | Fabián Yannantuoni     | Ret | DSQ | 11  | 6   | 19   | 5    | Ret  | 9   | Ret  | 11  | 12  | Ret | 6    | 1   | 5    | Ret | 5    | 3   | 253  |
| 9    | Pedro Cardoso          | DSQ | 15† | 10  | 8   | 9    | 6    | 3    | 12  | 9    | 13  | 51  | DSQ | Ret6 | 11  | 35   | 2   | 9    | Ret | 221  |
| 10   | José Manuel Sapag      | 9   | 7   | 9   | 3   | Ret7 | 17   | 11   | Ret | 10   | 12  | 10  | 5   | 10   | 3   | 8    | 5   | 15   | 9   | 212  |
| 11   | Diego Nunes            | DSQ | Ret | Ret | 10  | 17   | 9    | 6    | 14  | 11   | 9   | 96  | Ret | 7    | 6   | 6    | 9   | Ret  | 1   | 183  |
| 12   | Frederick Balbi        | 10  | Ret | 12  | Ret | 145  | 10   | 16†  | 3   | 8    | 5   | 7   | Ret |      |     |      |     |      |     | 116  |
| 13   | Esteban Guerrieri      |     |     |     |     |      |      |      |     | 3    | 1   | 6   | 4   |      |     |      |     |      |     | 115  |
| 14   | Fabricio Pezzini       | 6   | 4   | 4   | Ret | 19   |      | 8    | 11  | 12   | 10  |     |     |      |     |      |     |      |     | 112  |
| 15   | Damián Fineschi        |     |     |     |     | 2    |      | 2    | 8   | WD   | WD  |     |     |      |     |      |     |      |     | 97   |
| 16   | Fabio Casagrande       | 12  | 16  | 14  | 9   | 15   | 11   | 9    | 15  | 14   | 14  | 13  | Ret | Ret  | 15  | 13   | 8   | 8    | 12  | 95   |
| 17   | Adalberto Baptista     | 14  | 11  | 17  | 12  | 11   | 7    | 14   | 17  | 15   | 15  | 12  | 8   | 12   | 12  | 14   | Ret | 13   | 15† | 90   |
| 18   | Jorge Barrio           |     |     |     |     | 1    | 26   |      |     |      |     |     |     |      |     |      |     |      |     | 87   |
| 19   | Felipe Lapenna         |     |     |     |     | 6    | 12   |      |     |      |     |     |     |      |     |      |     |      |     | 68   |
| 20   | Enrique Maglione       | 11  | Ret | 15  | Ret | 10   | 16   | DSQ  | 13  | Ret  | 17† | Ret | Ret | 117  | 13  | Ret  | 11  | 12   | 11  | 58   |
| 21   | Juan Pablo Bessone     | DSQ | Ret | 13  | Ret | 8    | Ret  | 74   | 7   |      |     |     |     |      |     |      |     |      |     | 57   |
| 22   | Guilherme Reischl      | 13  | 10  |     |     | 18   | Ret4 | 12   | 19† |      |     |     |     | 13   | 14  | 11   | 13† | 10   | 14  | 55   |
| 23   | Walter Hernández       | 7   | 1   |     |     |      |      |      |     |      |     |     |     |      |     |      |     |      |     | 53   |
| 24   | Facundo Marques        |     |     |     |     | 2    | Ret  |      |     |      |     |     |     |      |     |      |     |      |     | 42   |
| 25   | Gastón Iansa           |     |     |     |     | 3    | Ret5 |      |     |      |     |     |     |      |     |      |     |      |     | 38   |
| 26   | Gaetano di Mauro       |     |     |     |     |      | 3    |      |     |      |     |     |     |      |     |      |     |      |     | 35   |
| 27   | Mathias de Valle       |     |     |     |     | 9    | 6    |      |     |      |     |     |     |      |     |      |     |      |     | 34   |
| 28   | Matías Signorelli      |     |     |     |     | 54   | 14   |      |     |      |     |     |     |      |     |      |     |      |     | 33   |
| 29   | Marcio Basso           |     |     |     |     |      | 8    |      |     |      |     |     |     |      |     |      |     | 11   | 10  | 33   |
| 30   | Matías Milla           |     |     |     |     | 4    |      |      |     |      |     | Ret | Ret |      |     |      |     |      |     | 31   |
| 31   | Lucas Colombo Russell  |     |     |     |     | 76   | 18†1 |      |     |      |     |     |     |      |     |      |     |      |     | 30   |
| 32   | Gonzalo Alterio        | Ret | 14† | 16  | 11  | 13   | 8    |      |     |      |     |     |     |      |     |      |     |      |     | 29   |
| 33   | Luciano Farroni        |     |     |     |     | 20†  | 47   |      |     |      |     |     |     |      |     |      |     |      |     | 28   |
| 34   | Marcos Regadas         |     |     |     |     |      | 15   |      |     |      |     |     |     |      |     | 12   | 6   |      |     | 26   |
| 35   | Beto Monteiro          |     |     |     |     |      | 5    |      |     |      |     |     |     |      |     |      |     |      |     | 24   |
| 36   | Diego Gutiérrez        | 15  | 12  | 19  | 13† | 16   | 12   | 15   | 18† |      |     |     |     |      |     |      |     | 14   | 13  | 23   |
| 37   | Bruno Baptista         |     |     |     |     |      | 7    |      |     |      |     |     |     |      |     |      |     |      |     | 18   |
| 38   | Ever Franetovich       |     |     |     |     | 8    |      |      |     |      |     |     |     |      |     |      |     |      |     | 15   |
| 39   | Pablo Otero            | DSQ | 8   | 18  | Ret | Ret  |      |      |     |      |     |     |     |      |     |      |     |      |     | 13   |
| 40   | Thiago Vivacqua        |     |     |     |     |      | 9    |      |     |      |     |     |     |      |     |      |     |      |     | 13   |
| 41   | Michell Bonnin         |     |     |     |     | 12   |      | 13   | 16  | WD   | WD  |     |     |      |     |      |     |      |     | 12   |
| 42   | Rodrigo Aramendía      |     |     |     |     | 10   | 16   |      |     |      |     |     |     |      |     |      |     |      |     | 11   |
| 43   | Nelson Marcondes Filho |     |     |     |     |      | 10   |      |     |      |     |     |     |      |     |      |     |      |     | 11   |
| 44   | Franco Coscia          |     |     |     |     | 15   | 11   |      |     |      |     |     |     |      |     |      |     |      |     | 10   |
| 45   | Rodrigo Baptista       |     |     |     |     | 11   |      |      |     |      |     |     |     |      |     |      |     |      |     | 9    |
| 46   | Gustavo Fernigrini     |     |     |     |     | 16   | 12   |      |     |      |     |     |     |      |     |      |     |      |     | 7    |
| 47   | Franco Farina          |     |     |     |     | 12   |      |      |     |      |     |     |     |      |     |      |     |      |     | 7    |
| 48   | Matías Russo           |     |     |     |     | 145  |      |      |     |      |     |     |     |      |     |      |     |      |     | 6    |
| 49   | Gonzalo Reilly         |     |     |     |     |      |      |      |     | 13   | 18† |     |     |      |     |      |     |      |     | 5    |
| 50   | Carlos Merlo           |     |     |     |     | 13   |      |      |     |      |     |     |     |      |     |      |     |      |     | 5    |
| 51   | Guilherme Salas        |     |     |     |     |      | Ret4 |      |     |      |     |     |     |      |     |      |     |      |     | 4    |
| 52   | Leandro Rama           |     |     |     |     | Ret  | 14   |      |     |      |     |     |     |      |     |      |     |      |     | 3    |
| 53   | Claudio Rama           |     |     |     |     |      | 14   |      |     |      |     |     |     |      |     |      |     |      |     | 3    |
| 54   | Lucas Salles           |     |     |     |     |      | 15   |      |     |      |     |     |     |      |     |      |     |      |     | 1    |
| 55   | Marcelo Ciarrocchi     |     |     |     |     | Ret7 | 17   |      |     |      |     |     |     |      |     |      |     |      |     | 1    |
| -    | Carlos Silva           |     |     |     |     |      |      |      |     | Ret  | 16  |     |     |      |     |      |     |      |     | 0    |
| -    | Pedro Nunes            |     |     |     |     | 17   |      |      |     |      |     |     |     |      |     |      |     |      |     | 0    |
| -    | Ernesto Bessone II     |     |     |     |     | 18   |      |      |     |      |     |     |     |      |     |      |     |      |     | 0    |
| Pos. | Piloto                 | COR | COR | ROS | ROS | TRH  | INT  | RIV  | RIV | EPI  | EPI | LAP | LAP | VLP  | VLP | VEL  | VEL | CAS  | CAS | Pts. |

| Color     | Resultado                                                               |
| --------- | ----------------------------------------------------------------------- |
| Oro       | Ganador                                                                 |
| Plata     | 2.ª plaza                                                               |
| Bronce    | 3.ª plaza                                                               |
| Verde     | Finalizó en los puntos                                                  |
| Azul      | Finalizó sin puntos                                                     |
| Azul      | NC - No clasificado                                                     |
| Violeta   | Ret - No terminó (Carrera)                                              |
| Rojo      | DNQ - No se clasificó                                                   |
| Negro     | DSQ - Descalificado                                                     |
| Blanco    | DNS - No empezó (carrera)                                               |
| Blanco    | WD - Retirado (fin de semana)                                           |
| Blanco    | C - Carrera cancelada                                                   |
| Sin color | DNP - Inscrito pero no participó                                        |
| Sin color | INJ - Lesionado                                                         |
| Sin color | EX - Excluido                                                           |
| Estado    | Resultado                                                               |
| Negrita   | Pole position                                                           |
| Cursiva   | Vuelta rápida                                                           |
| †         | Abandona, pero clasifica al completar el porcentaje requerido para ello |

#### Copa Trophy
| Pos. | Piloto             | COR | COR | ROS | ROS | TRH  | INT  | RIV  | RIV | EPI  | EPI | LAP  | LAP | VLP  | VLP | VEL  | VEL | CAS | CAS | Pts. |
| ---- | ------------------ | --- | --- | --- | --- | ---- | ---- | ---- | --- | ---- | --- | ---- | --- | ---- | --- | ---- | --- | --- | --- | ---- |
| 1    | Fabio Casagrande   | 2   | 5   | 1   | 1   | 34   | 3    | 12   | 2   | 12   | 1   | 2    | Ret | Ret2 | 4   | 31   | 2   | 1   | 3   | 594  |
| 2    | Adalberto Baptista | 4   | 3   | 3   | 2   | 2    | 13   | 37   | 3   | 24   | 2   | 13   | 1   | 23   | 1   | 4    | Ret | 5   | 6†  | 572  |
| 3    | Enrique Maglione   | 1   | 6   | 2   | Ret | 1    | 7    | DSQ1 | 1   | Ret1 | 4†  | Ret1 | Ret | 1    | 2   | Ret5 | 3   | 4   | 2   | 421  |
| 4    | Guilherme Reischl  | 3   | 2   |     |     | 5    | Ret1 | 23   | 5†  |      |     |      |     | 34   | 3   | 12   | 4†  | 2   | 5   | 353  |
| 5    | Diego Gutiérrez    | 5   | 4   | 5   | 3   | 4    | 47   | 4    | 4†  |      |     |      |     |      |     |      |     | 6   | 4   | 261  |
| 6    | Marcio Basso       |     |     |     |     |      | 25   |      |     |      |     |      |     |      |     |      |     | 3   | 1   | 108  |
| 7    | Pablo Otero        | DSQ | 1   | 4   | Ret | Ret3 |      |      |     |      |     |      |     |      |     |      |     |     |     | 77   |
| 8    | Marcos Regadas     |     |     |     |     |      |      |      |     |      |     |      |     |      |     | 23   | 1   |     |     | 75   |
| 9    | Franco Coscia      |     |     |     |     | 3    | 34   |      |     |      |     |      |     |      |     |      |     |     |     | 64   |
| 10   | Gustavo Fernigrini |     |     |     |     | 4    | 47   |      |     |      |     |      |     |      |     |      |     |     |     | 55   |
| 11   | Carlos Silva       |     |     |     |     |      |      |      |     | Ret3 | 3   |      |     |      |     |      |     |     |     | 32   |
| 12   | Lucas Salles       |     |     |     |     |      | 62   |      |     |      |     |      |     |      |     |      |     |     |     | 28   |
| 13   | Ernesto Bessone II |     |     |     |     | 5    |      |      |     |      |     |      |     |      |     |      |     |     |     | 27   |
| 14   | Claudio Rama       |     |     |     |     |      | 56   |      |     |      |     |      |     |      |     |      |     |     |     | 26   |
| Pos. | Piloto             | COR | COR | ROS | ROS | TRH  | INT  | RIV  | RIV | EPI  | EPI | LAP  | LAP | VLP  | VLP | VEL  | VEL | CAS | CAS | Pts. |

| Color     | Resultado                                                               |
| --------- | ----------------------------------------------------------------------- |
| Oro       | Ganador                                                                 |
| Plata     | 2.ª plaza                                                               |
| Bronce    | 3.ª plaza                                                               |
| Verde     | Finalizó en los puntos                                                  |
| Azul      | Finalizó sin puntos                                                     |
| Azul      | NC - No clasificado                                                     |
| Violeta   | Ret - No terminó (Carrera)                                              |
| Rojo      | DNQ - No se clasificó                                                   |
| Negro     | DSQ - Descalificado                                                     |
| Blanco    | DNS - No empezó (carrera)                                               |
| Blanco    | WD - Retirado (fin de semana)                                           |
| Blanco    | C - Carrera cancelada                                                   |
| Sin color | DNP - Inscrito pero no participó                                        |
| Sin color | INJ - Lesionado                                                         |
| Sin color | EX - Excluido                                                           |
| Estado    | Resultado                                                               |
| Negrita   | Pole position                                                           |
| Cursiva   | Vuelta rápida                                                           |
| †         | Abandona, pero clasifica al completar el porcentaje requerido para ello |

### Campeonato de Equipos
| Pos. | Equipo                    | COR | COR | ROS | ROS | TRH | INT | RIV | RIV | EPI | EPI | LAP | LAP | VLP | VLP | VEL | VEL | CAS | CAS | Pts. |
| ---- | ------------------------- | --- | --- | --- | --- | --- | --- | --- | --- | --- | --- | --- | --- | --- | --- | --- | --- | --- | --- | ---- |
| 1    | Squadra Martino           | 1   | 2   | 1   | 1   | 4   | 3   | 1   | 4   | 1   | 4   | 4   | 6   | 2   | 8   | 4   | 10  | 7   | 8   | 824  |
| 1    | Squadra Martino           | 8   | 9   | 2   | 2   | 7   | 18† | 10  | 5   | 2   | Ret | 11  | 7   | 5   | 10  | 10  | Ret | Ret | DNS | 824  |
| 2    | W2 Pro GP                 | 2   | 6   | 5   | 7   | 1   | 1   | 5   | 6   | 7   | 6   | 8   | 2   | 8   | 4   | 1   | 1   | 2   | 5   | 748  |
| 2    | W2 Pro GP                 | 3   | Ret | 6   | Ret | 6   | 2   | Ret | Ret | Ret | 8   | Ret | 3   | 9   | 9   | 15† | 12† | 6   | 6   | 748  |
| 3    | Toyota Team Argentina     | 4   | 5   | 3   | 3   | 3   | 17  | 4   | 2   | 5   | 7   | 3   | 1   | 1   | 3   | 7   | 4   | 3   | 4   | 697  |
| 3    | Toyota Team Argentina     | 9   | 7   | 9   | 4   | Ret | Ret | 11  | Ret | 10  | 12  | 10  | 5   | 10  | 5   | 8   | 5   | 15  | 9   | 697  |
| 4    | Paladini Racing           | Ret | 13† | 7   | 5   | 19  | 4   | Ret | 9   | 4   | 2   | 1   | Ret | 4   | 1   | 2   | 3   | 4   | 2   | 623  |
| 4    | Paladini Racing           | Ret | DSQ | 11  | 6   | 20† | 5   | Ret | 10  | Ret | 11  | 2   | Ret | 6   | 2   | 5   | Ret | 5   | 3   | 623  |
| 5    | PMO Motorsport            | 5   | 1   | 4   | Ret | 5   | 10  | 16† | 1   | 6   | 3   | 7   | Ret | 3   | 7   | 9   | 6   | 1   | 7   | 543  |
| 5    | PMO Motorsport            | 7   | 3   | 8   | DSQ | 14  | 13  | DSQ | 3   | 8   | 5   | Ret | Ret |     |     | 12  | 7   |     |     | 543  |
| 6    | Cobra Racing Team         | 14  | 10  | 17  | 10  | 11  | 7   | 6   | 14  | 9   | 11  | 9   | 8   | 7   | 6   | 6   | 9   | 13  | 1   | 273  |
| 6    | Cobra Racing Team         | DSQ | Ret | Ret | 12  | 17  | 9   | 14  | 17  | 15  | 15  | 12  | Ret | 12  | 12  | 14  | Ret | Ret | 15† | 273  |
| 7    | PMO Racing                | 13  | 8   | 13  | Ret | 2   | 15† | 2   | 7   | 13  | 18† |     |     | 13  | 14  | 11  | 13† | 10  | 10  | 238  |
| 7    | PMO Racing                | DSQ | 11  | 18  | Ret | 8   | Ret | 7   | 8   | WD  | WD  |     |     |     |     |     |     | 11  | 14  | 238  |
| 8    | Scuderia Chiarelli        | DSQ | 15† | 10  | 8   | 9   | 6   | 3   | 12  | 9   | 13  | 5   | DSQ | Ret | 11  | 3   | 2   | 9   | Ret | 234  |
| 9    | Bratton Tito Bessone Team |     |     |     |     |     |     |     |     | 3   | 1   | 6   | 4   |     |     |     |     |     |     | 115  |
| 10   | Alfa Racing               | Ret | 14  | 16  | 11  | 13  |     | 13  | 16  | Ret | 16  |     |     |     |     |     |     |     |     | 19   |
| 10   | Alfa Racing               |     |     |     |     |     |     |     |     | WD  | WD  |     |     |     |     |     |     |     |     | 19   |
| Pos. | Equipo                    | COR | COR | ROS | ROS | TRH | INT | RIV | RIV | EPI | EPI | LAP | LAP | VLP | VLP | VEL | VEL | CAS | CAS | Pts. |

| Color     | Resultado                                                               |
| --------- | ----------------------------------------------------------------------- |
| Oro       | Ganador                                                                 |
| Plata     | 2.ª plaza                                                               |
| Bronce    | 3.ª plaza                                                               |
| Verde     | Finalizó en los puntos                                                  |
| Azul      | Finalizó sin puntos                                                     |
| Azul      | NC - No clasificado                                                     |
| Violeta   | Ret - No terminó (Carrera)                                              |
| Rojo      | DNQ - No se clasificó                                                   |
| Negro     | DSQ - Descalificado                                                     |
| Blanco    | DNS - No empezó (carrera)                                               |
| Blanco    | WD - Retirado (fin de semana)                                           |
| Blanco    | C - Carrera cancelada                                                   |
| Sin color | DNP - Inscrito pero no participó                                        |
| Sin color | INJ - Lesionado                                                         |
| Sin color | EX - Excluido                                                           |
| Estado    | Resultado                                                               |
| Negrita   | Pole position                                                           |
| Cursiva   | Vuelta rápida                                                           |
| †         | Abandona, pero clasifica al completar el porcentaje requerido para ello |